# Nancy Mulligan
"Nancy Mulligan" là bài hát của ca sĩ nhạc sĩ người Anh Ed Sheeran, nằm trong album phòng thu thứ ba của anh mang tên ÷ (2017). Sau khi album ra mắt, bài hát đạt vị trí thứ 13 trên UK Singles Chart dù không phải đĩa đơn chính thức.

## Thông tin
"Nancy Mulligan" là bài hát kể về chuyện tình giữa người ông của Ed Sheeran là William Sheeran, một tín hữu Tin lành người Maghera, Hạt Londonderry, Bắc Ireland và Anne Mulligan, một tín hữu Công giáo tới từ Hạt Wexford, Cộng hòa Ireland trong bối cảnh chiến tranh thế giới thứ hai đang diễn ra.
Trong cuộc phỏng vấn với tờ Irish Times về bài hát và chất Ireland trong nó, Sheeran "nghĩ rằng có khá ít người sử dụng [nhạc pop Ireland] trong nền nhạc pop... Hy vọng nếu bài hát này trở nên thành công thì sẽ có nhiều người làm được điều tương tự."
Sheeran thu âm bài hát này với nhóm nhạc Beoga. Anh cũng biểu diễn này với nhóm tại Glastonbury Festival.

## Xếp hạng
| Bảng xếp hạng (2017)                              | Vị trí cao nhất |
| ------------------------------------------------- | --------------- |
| Úc (ARIA)                                         | 37              |
| Áo (Ö3 Austria Top 40)                            | 42              |
| Canada (Canadian Hot 100)                         | 51              |
| Cộng hòa Séc (Singles Digitál Top 100)            | 27              |
| Đan Mạch (Tracklisten)                            | 37              |
| Pháp (SNEP)                                       | 127             |
| Trường songid là BẮT BUỘC CHO BẢNG XẾP HẠNG ĐỨC   | 43              |
| Hungary (Stream Top 40)                           | 28              |
| Ireland (IRMA)                                    | 3               |
| Ý (FIMI)                                          | 59              |
| Hà Lan (Single Top 100)                           | 26              |
| New Zealand (Recorded Music NZ)                   | 27              |
| Scotland (OCC)                                    | 21              |
| Slovakia (Singles Digitál Top 100)                | 28              |
| Thụy Điển (Sverigetopplistan)                     | 50              |
| Anh Quốc (OCC)                                    | 13              |
| Hoa Kỳ Bubbling Under Hot 100 Singles (Billboard) | 1               |

## Chứng nhận
| Quốc gia                                                    | Chứng nhận | Số đơn vị/doanh số chứng nhận |
| ----------------------------------------------------------- | ---------- | ----------------------------- |
| Anh Quốc (BPI)                                              | Bạc        | 200.000‡                      |
| ‡ Chứng nhận dựa theo doanh số tiêu thụ và phát trực tuyến. |            |                               |